# Loswa
Die 637 km lange Loswa (russisch Лозьва) ist der linke Quellfluss der Tawda im östlichen Ural und Westsibirischen Tiefland (Russland, Asien).

## Geographie
Die Loswa entspringt an der Ostflanke des hier etwa 1200 m hohen Nordural-Kammes Pojassowy Kamen (Поясовый Камень) bei etwa 800 m ü. NN. Weiter umfließt sie – immer auf dem Territorium der Oblast Swerdlowsk – zunächst einige östliche Ausläufer des Ural, dann in südöstlicher Richtung durch die dünn besiedelten Sumpfgebiete des Westteils des Westsibirischen Tieflandes, um sich schließlich 12 km nördlich der Siedlung städtischen Typs (und Rajonverwaltungszentrum) Gari mit der Soswa zur Tawda zu vereinigen (bei 56 m ü. NN).
Das Einzugsgebiet der Loswa umfasst 17.800 km². Bei Schaburowo, etwa 35 km von der Mündung entfernt, beträgt die mittlere Wasserführung 132 m³/s (Minimum im März mit 17,5 m³/s, Maximum im Juni mit 403 m³/s). Im Unterlauf ist der Fluss etwa 80 m breit, 2,5 m tief, die Fließgeschwindigkeit beträgt 0,5 m/s. Der wichtigste Nebenfluss ist von rechts die Iwdel (Ивдель).
Die Loswa gefriert von Oktober / Anfang November bis Ende April / Anfang Mai.

## Wirtschaft und Verkehr
Am Mittellauf des Flusses liegen einige Kilometer westlich die Stadt Iwdel und die Siedlung Polunotschnoje. Hier nähert sich auch die Eisenbahnstrecke Serow – Iwdel – Polunotschnoje dem Fluss, und die Strecke Iwdel – Priobje kreuzt ihn. Die Gebiete am Ober- und Unterlauf der Loswa sind dagegen verkehrstechnisch praktisch unerschlossen. Es besteht jedoch ein Projekt, die Strecke ab Polunotschnoje zunächst entlang der Loswa nach Norden zu verlängern, um schließlich entlang des Ural-Ostrandes, westlich des Ob, die sogenannte Polarkreiseisenbahn nahe Labytnangi zu erreichen.
Die Loswa ist ab der Einmündung der Iwdel (nahe der Stadt Iwdel) schiffbar, wird jedoch gegenwärtig nur ab der Siedlung Ponil (bei Einmündung des gleichnamigen kleineren Nebenflusses), 219 km oberhalb der Mündung, als Binnenwasserstraße geführt.
Teile des Einzugsgebietes der Loswa spielten seit den 1930er/1950er Jahren eine bedeutende Rolle in der Holzwirtschaft, in welcher anfangs auch Gulag-Strafgefangene eingesetzt wurden. Für die Holzabfuhr wurden in dem bis heute praktisch straßenlosen Gebiet Schmalspurbahnnetze (750 mm) von mehreren hundert Kilometern Länge gebaut. Auf ihnen wurde das Holz für den Weitertransport auf der Loswa zu den Anlegestellen, wie Chorpija, Nowoschipitschny, Polunotschnoje, Ponil oder Nowy Wagil, transportiert. Während der russischen Wirtschaftskrise der 1990er Jahre kam die Holzwirtschaft vielerorts zum Erliegen, viele Schmalspurbahnen wurden stillgelegt oder abgebaut.